# Aire coutumière Xaracuu

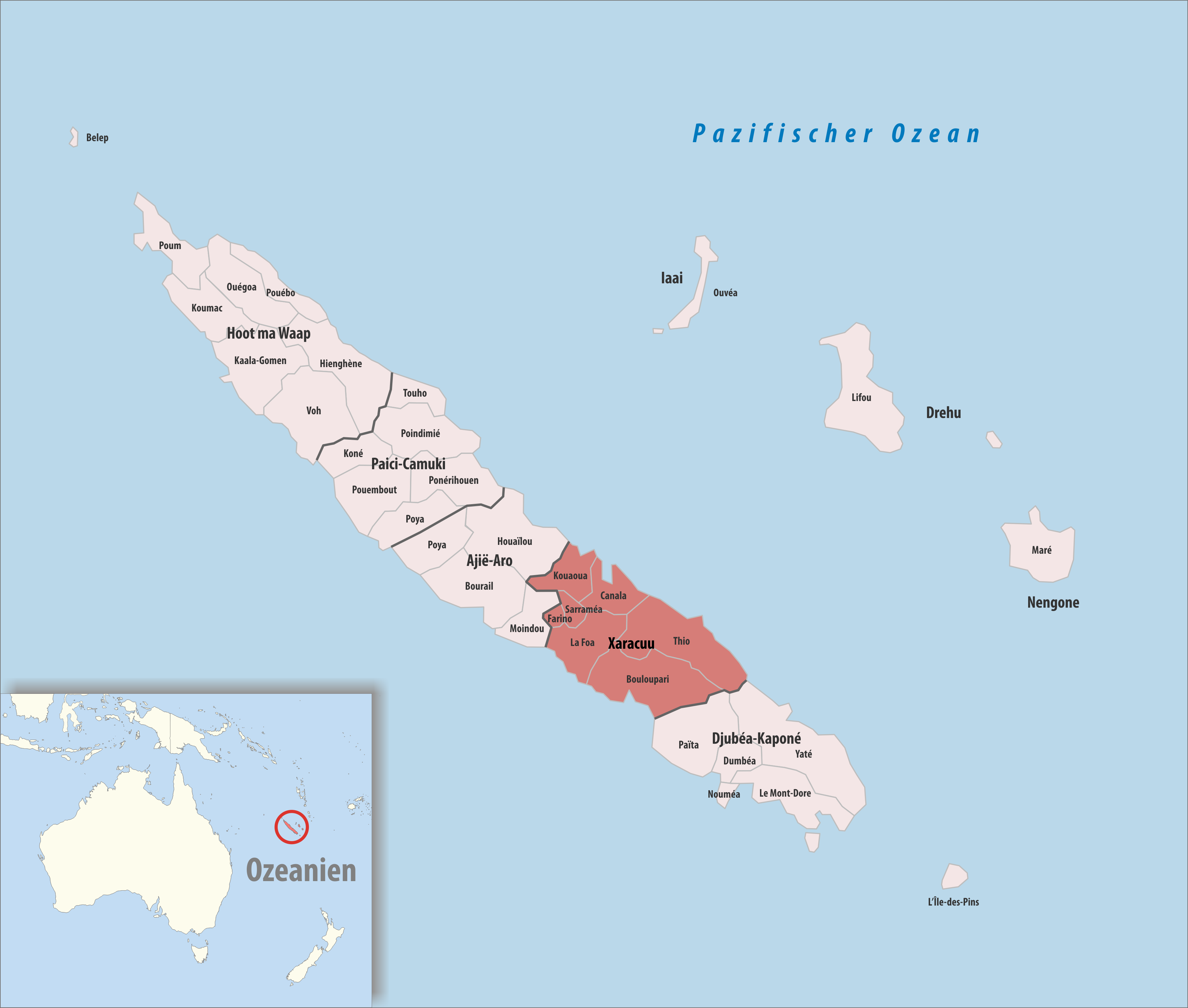
En rouge sur la carte.

Xârâcùù est une aire coutumière de la Nouvelle-Calédonie. Elle est située essentiellement en Province Sud mais aussi un peu en Province Nord, entre les aires d'Ajië-Aro au nord et de Djubéa-Kaponé au sud, elle s'étend sur les communes de Bouloupari, Canala, Farino, Kouaoua, La Foa, Sarraméa et Thio. Elle tire son nom de la principale langue kanak parlée dans cette aire, le nââ xârâcùù, parlé par près de 3 800 personnes surtout à Canala. Deux autres langues sont parlées dans cette aire coutumière, le Haméa à Kouaoua, La Foa, et Sarraméa, ainsi que le xârâgurè dont les locuteurs sont principalement originaires de Thio.